# Communicatio idiomatum
Communicatio idiomatum es una expresión latina que significa comunicación de las propiedades. El término ha sido usado en la teología cristiana como expresión técnica en el ámbito del estudio de la Encarnación. Significa que las propiedades del Verbo pueden ser atribuidas al hombre Jesucristo. El lenguaje de la Escritura y de los Padres de la Iglesia muestra que tal intercambio recíproco de  predicados es legítimo. Sin embargo, este principio no es absoluto y en teología se discute aún las posibles «reglas» y aplicaciones.
Uno de los padres de la Iglesia que más profundizó en esta teoría fue Juan Damasceno que afirma:

El Logos se apropia lo humano y comunicó a la carne lo que le era propio, a modo de una dádiva mutua en virtud de la inhabitación recíproca de las partes y gracias a la unión según la hipóstasis y por él era uno y mismo que obraba tanto lo divino como lo humano en cada una de las dos formas en unión con la otra
De fide orthodoxa III 3

En este sentido, la communicatio idiomatum es no solo una regla lógica para posibles afirmaciones sobre Jesucristo, sino también una fuente de comprensión dentro de la teología cristiana de la realidad misma de él. 
Ya san Basilio (año 363-4) había tratado de las propiedades que distinguen lo que es común (la divinidad) de lo que es propio de cada Persona divina, aunque sin aplicar esta base especulativa a la cristología (cf. Refutación de la apología del impío Eunomio II 28) y luego Gregorio de Nisa también en sus escritos contra Eunomio lo usa para decir que:

En virtud de la unión y la conjunción, ambas cosas se hacen comunes a los dos: al Señor los cardenales del siervo que él asumió en sí mismo, y al siervo la glorificación mediante la gloria del Señor
Adv. Eunom. I 5

Las controversias cristológicas del tiempo llevaron la aplicación de esta idea a los extremos, sea la separación total en el nestorianismo o la unión de mezcla en el monofisismo. 
Tomás de Aquino afrontó el tema desde el aspecto lógico ofreciendo unas reglas de aplicación de este principio. Estas mismas reglas fueron perfeccionadas por Denis Pétau y que llama cautiones. 